# Estación de Cressier (Friburgo)
La estación de Cressier es una estación ferroviaria de la comuna suiza de Cressier, en el Cantón de Friburgo.

## Historia y situación
La estación de Cressier fue inaugurada en el año 1898 con la puesta en servicio del tramo entre Givisiez y Murten de la línea Friburgo - Ins.
Se encuentra ubicada en el borde este del núcleo urbano de Cressier. Cuenta con un andén central al que acceden dos vías pasantes, a las que hay que sumar una vía muerta. 
En términos ferroviarios, la estación se sitúa en la línea Friburgo - Ins. Sus dependencias ferroviarias colaterales son la estación de Courtepin hacia Friburgo y la estación de Münchenwiler-Courgevaux hacia Ins.

## Servicios ferroviarios
Los servicios ferroviarios de esta estación están prestados por Transports Publics Fribourgeois:

### Regionales
- R Friburgo - Murten - Ins/Kerzers. Trenes cada hora desde Friburgo hasta Murten y Ins. En horas punta de lunes a viernes existen trenes de refuerzo desde Friburgo hasta Murten y Kerzers.